# Stipdonkse Watermolen
De Stipdonkse Watermolen was een watermolen op de Aa. Hij deed dienst als korenmolen voor de boeren te Lierop. Van deze molen zijn een tekening uit 1818 en een foto uit de vroege 20e eeuw bewaard gebleven. De molen speelde een rol bij de heksenprocessen in Peelland, toen in 1595 op last Erasmus van Grevenbroek, toenmalig van de heer van Mierlo, diverse waterproeven bij deze watermolen uit werden gevoerd.
De molen was gelegen nabij de buurtschap Stipdonk ten noorden van Lierop, waar zich nog de Watermolenweg bevindt. De molen met stuwrecht werd door waterschap Het Stroomgebied van de Aa in 1938 aangekocht van de familie van molenaar J. van den Boomen. In 1948 werd het molenhuis gesloopt en door de kanalisatie van de Aa is er geen enkel overblijfsel meer van terug te vinden in het landschap.
Op deze plaats bevond zich al sinds lange tijd een molen. Deze wordt vermeld in een bul uit 1179 van Paus Alexander III, toen ze, samen met een hoeve, door een edele aan de Priorij van Postel werd geschonken.
Stroomopwaarts vond men de Belgerense Watermolen aan de Astense Aa.